# Калинівська сільська рада (Носівський район)
Кали́нівська сільська́ ра́да — адміністративно-територіальна одиниця та орган місцевого самоврядування в Носівському районі Чернігівської області. Адміністративний центр — село Калинівка.

## Загальні відомості
Калинівська сільська рада утворена у 1923 році.
- Територія ради: 40,339 км²
- Населення ради: 1 075 осіб (станом на 2001 рік)

## Населені пункти
Сільській раді були підпорядковані населені пункти:
- с. Калинівка
- с. Вили
- с. Коломійцівка
- с. Мильники

## Склад ради
Рада складалася з 14 депутатів та голови.
- Голова ради: Багнюк Іван Васильович
- Секретар ради: Набок Валентина Іванівна

### Керівний склад попередніх скликань
| Прізвище, ім'я, по батькові | Основні відомості                                                         | Дата обрання | Дата звільнення |
| --------------------------- | ------------------------------------------------------------------------- | ------------ | --------------- |
| Коломієць Іван Якович       | Сільський голова, 1948 року народження, безпартійний                      | 26.03.2006   | 31.10.2010      |
| Багнюк Іван Васильович      | Сільський голова, 1962 року народження, освіта вища, член Партії регіонів | 31.10.2010   |                 |

Примітка: таблиця складена за даними сайту Верховної Ради України

### Депутати
За результатами місцевих виборів 2010 року депутатами ради стали:

#### За суб'єктами висування
| Суб'єкт висування | Кількість обраних депутатів | %    |
| ----------------- | --------------------------- | ---- |
| Партія регіонів   | 13                          | 92,9 |
| Самовисування     | 1                           | 7,1  |

#### За округами
| № округу        | Прізвище, ім'я, по батькові | Дата визнання обраним | Освіта             | Партійна приналежність | Відомості про обраного депутата                                     |
| --------------- | --------------------------- | --------------------- | ------------------ | ---------------------- | ------------------------------------------------------------------- |
| Партія регіонів |                             |                       |                    |                        |                                                                     |
| 1               | Дьогтяр Ірина Василівна     | 02.11.2010            | середня            | позапартійна           | Калинівський фельдшерсько-акушерський пункт, молодша медична сестра |
| 2               | Вихор Любов Іванівна        | 02.11.2010            | середня            | позапартійна           | Калинівська сільська рада, касир                                    |
| 3               | Набок Валентина Іванівна    | 02.11.2010            | середня спеціальна | позапартійна           | Калинівська сільська рада, секретар                                 |
| 5               | Набок Наталія Григорівна    | 02.11.2010            | вища               | позапартійна           | Коломійцівська загальноосвітня школа І-ІІІ ст.                      |
| 6               | Дигал Валентина Василівна   | 02.11.2010            | середня            | член Партії регіонів   | фізична особа-підприємець                                           |
| 7               | Рудь Ніна Миколаївна        | 02.11.2010            | середня            | позапартійна           | Коломійцівська загальноосвітня школа І-ІІІ ст., вчитель             |
| 8               | Вихор Наталія Василівна     | 02.11.2010            | середня            | позапартійна           | ЗАТ «Нива 2008», головний бухгалтер                                 |
| 9               | Романченко Петро Іванович   | 02.11.2010            | середня            | позапартійний          | ЗАТ «Нива 2008», бригадир                                           |
| 10              | Шкор Любов Василівна        | 02.11.2010            | середня            | позапартійна           | ЗАТ «Нива 2008», вагар                                              |
| 11              | Самокиша Юлія Василівна     | 02.11.2010            | середня            | позапартійна           | фізична особа-підприємець                                           |
| 12              | Хахуда Ганна Михайлівна     | 02.11.2010            | вища               | позапартійна           | тимчасово не працює                                                 |
| 13              | Яценко Микола Миколайович   | 02.11.2010            | середня            | позапартійний          | ЗАТ «Нива 2008», завідувач господарства                             |
| 14              | Ляшук Олександр Степанович  | 02.11.2010            | вища               | позапартійний          | ЗАТ «Нива 2008», технік штучного запліднення                        |
| Самовисування   |                             |                       |                    |                        |                                                                     |
| 4               | Кравченко Геннадій Іванович | 02.11.2010            | вища               | позапартійний          | Калинівський сільський клуб, завідувач                              |